# Landkreuzer P-1000 Ratte
Landkreuzer P-1000 Ratte (Landkryssare P-1000 Råtta) var ett tyskt pansarprojekt under andra världskriget ämnat att skapa en gigantisk övertung stridsvagn bestyckad med sjöartilleri likt ett örlogsfartyg, sedermera kallad landkreuzer (landkryssare). 
Projektet föreslogs av Krupp som en 1000 ton tung stridsvagn och fick klartecken av Adolf Hitler 1942, men lades ner av Albert Speer 1943 innan någon prototyp hann tillverkas, och projektet stannade på pappret. Om den hade tillverkats skulle P-1000 med sin 1000 tons vikt utan jämförelse ha blivit världens största och tyngsta stridsvagn.

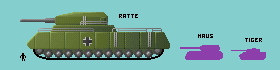
Storleksjämförelse mellan P-1000 Ratte, Panzer VIII Maus och Panzer VI Tiger.